# (113390) Helvetia
(113390) Helvetia (2002 SU19) – planetoida z pasa głównego asteroid okrążająca Słońce w ciągu 3,5 lat w średniej odległości 2,3 j.a. Odkryta 29 września 2002 roku.